# Leptoneta brunnea
Leptoneta brunnea là một loài nhện trong họ Leptonetidae.
Loài này thuộc chi Leptoneta. Leptoneta brunnea được Willis J. Gertsch miêu tả năm 1974.